# 格蘭德福爾斯普拉扎 (密蘇里州)
格蘭德福爾斯普拉扎（英語：Grand Falls Plaza）是位於美國密蘇里州牛頓縣的村。

## 人口
根據2020年美國人口普查的數據，格蘭德福爾斯普拉扎的面積為0.25平方千米，皆為陸地。當地共有人口103人，而人口密度為每平方千米412人。